# 축구팬 여친되기
《축구팬 여친되기》는 윤이 그리는 웹툰을 새노트가 네이버 포스트에 연재 하고있는 웹툰이다. 그룹 필명으로 윤새노트라 부른다. 축구 구단 및 단체를 직접 취재하여 속이야기를 웹툰으로 그린다. 매주 화요일 연재된다.

## 배경
남자친구와 같이 축구를 접하면서 다양한 스토리를 보여준다. 축구에 대해 잘 알지 못하기에 축구경기보다는 축구단체를 다니며 일어났던 재미있는 모습이 주요 내용이 된다. 이전에 존재하던 축구웹툰처럼 매니아층이 대상이 아니라 축구를 모르는 사람들에게도 부담이 없으며 축구 속이야기를 하는 만큼 새로움을 통해 넓은 층의 독자가 형성되고 있다.
초기 연재 시에는 축구를 보면서 벌어지는 생활을 그렸다. 전북 현대 모터스 축구 팀을 좋아하는 새노트로 인해 해당 구단의 이야기가 많이 등장한다.

## 등장인물

#### 주연
- 윤: 작가 자신으로 축구를 잘 모르지만 남자친구를 따라 축구를 보러다닌다. 경기는 잘 몰라도 응원이 재미있기에 경기장을 찾는다.
- 새노트: 윤의 남자친구. 수도권에 살지만 꾸준히 전주로 경기를 보러다닐 정도로 열성팬이다. 윤이를 축구팬으로 만들기위해 다양한 전략을 구사한다.

#### 조연
- 웹툰팬분들: 윤새노트 웹툰을 좋아하는 분들. 취재 및 경기 관람 시 주변에 종종 등장한다.

#### 단편작 주요인물
- 전주시민축구단: K3리그 소속 구단으로 선수들의 훈련, 경기, 생활까지 밀착 취재하여 보여진다.
- 김민재 : 17시즌 전지훈련편의 주인공. 전북현대의 기대되는 신인 수비수다. 우람한 체격에 비해 온순한 표정으로 아기자기한 훈련의 모습을 보여준다.
- 전북선수단: 전북 현대 모터스의 선수와 스탭들. 다양한 상황에 등장한다.
- 피파모바일 플레이어: 피파모바일편의 게이머들. 가상세계의 공간에서 다양한 캐릭터로 등장한다.

## 연재방식
네이버 포스트를 통해서 연재하고 있다. 시작은 다른 웹툰과 다르게 소규모인 비공개 카페에 연재를 시작했다. K리그 발전과 전한국 축구 발전을 위해 축구팬보다 축구를 모르는 사람에게도 축구를 알려주고 싶은 목적으로 연재하고 있다. 이 웹툰은 취지를 살리기 위해 자유로운 공유를 권장하여 여러 축구사이트에 퍼지듯이 연재된다.

### 주요 연재위치
1. 윤새노트의 웹툰공간 - 네이버 포스트
2. 네이버 만화

## 히스토리
- 2017.08.01. 축구 구단 및 단체를 취재하여 팬들이 모르는 속사정을 옴니버스 방식으로 변경되었다.
- 2017.05.26. 그린팬토크가 분리되어 연재되기 시작했다.
- 2017.03.16. 경기장 내 인터뷰 진행 후 연재되는 그린팬토크 코너가 추가되었다.
- 2017.01.21. 김민재 선수를 주연으로 두바이 전지훈련 특별편 연재가 시작되었다.
- 2017.01.13. 전북 현대 모터스를 통해 《축구팬 여친되기 '17》 시즌 연재가 시작되었다.
- 2016.10.21. 《축구팬 여친되기 '16》 시즌 연재가 시작되었다.[3]
- 2016.09.06. 네이버 포스트 메인에 '축구' 태그 대표로 마킹(루이스)편이 노출되었다.[4]
- 2016.09.05. 원제가 《국축팬 여친되기》에서 변경되었다.
- 2016.08.28. 오전 6시경부터 네이버 메인에 노출[5]되면서 본격적인 팬을 확보하게 되었다.
- 2016.08.23. 네이버 포스트를 통해 작가 관계자를 통한 공식 연재가 시작되었다.
- 2016.08.01. 네이버 전북현대 팬 카페 『레알그린』을 통해 첫 연재를 시작했다.